# 빅 체스넛
빅 체스넛(Vic Chesnutt, 1964년 11월 12일 ~ 2009년 12월 25일)는 미국의 싱어송라이터, 배우이다.